# Beseran
Beseran is een bestuurslaag in het regentschap Magelang van de provincie Midden-Java, Indonesië. Beseran telt 1798 inwoners (volkstelling 2010).